# Noszvaji barlanglakások
A noszvaji barlanglakások egyfelől helyi védettséget élvező építészeti emlék az Egri-Bükkalján, a Heves vármegyei Noszvaj délkeleti peremén, a vulkanikus eredetű felszíni riolittufába a feltehetően a 19. században vájt barlanglakások csoportja, másfelől az 1990-es évek óta művésztelep, amelynek résztvevői kortársi koncepciók alapján azóta is alakítják a sziklába vájt térformákat.

## Történetük
Noszvaj népe már a középkor évszázadaiban vájt ismeretlen rendeltetésű ún. kaptárfülkéket a település határában elterülő sziklaformációkba, később pedig mezőgazdasági céllal nagyobb üregeket – istállókat, terménytárolókat stb. – is kialakítottak. A legkorábbi pincék és barlanglakások, helyi kifejezéssel pinceházak a 16. században jelentek meg, amelyek idővel a környék építészeti hagyományait követve többosztatú, akár kőbe vájt gádorral, tornáccal is kibővített, meszelt homlokzatú lakhelyekké váltak. Noszvajon 1935-ben a lakosság 20%-a élt pinceházakban, 1958-ban pedig még hetven barlanglakásban éltek családok. A 20. század második felében azonban lakóik fokozatosan elhagyták a Pocem (lásd szlovák podzemí, a. m. ’föld alatt’) néven ismert falurész barlanglakásait, amelyek az 1990-as évek derekára elnéptelenedtek.
Balázs Péter és Horváth Ottó szobrászok vezetésével és egy művészcsoport közreműködésével ezt követően alapították meg a Farkaskő Művésztelepet, majd megindult a pocemi barlanglakások feltárása, kortárs művészeti koncepciójú újrahasznosítása és továbbalakítása.